# سورئو
سورئو (به لاتین: Sorø) یک منطقهٔ مسکونی در دانمارک است که در Sorø Municipality واقع شده‌است. سورئو ۵٫۴۳ کیلومتر مربع مساحت و ۸٬۰۰۵ نفر جمعیت دارد.

## خواهرخوانده
شهر واکویا، میاگی خواهرخواندهٔ سورئو هست.